# 610

## Nașteri
- Anania din Shirak (Anania Shirakatsi), matematician, astronom și geograf armean (d. 685)

## Decese
- Tassilo I, 49 ani, rege al Bavariei din familia Agilolfingilor (din 591), (n. 560)